# Georg Christian Oeder

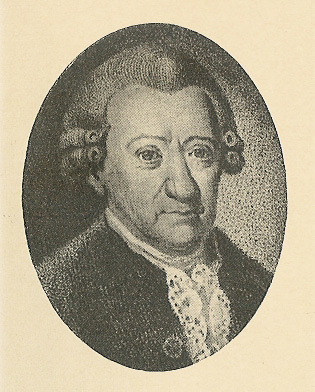
Georg Christian Oeder.

Georg Christian Oeder, född den 3 februari 1728 i Ansbach, död den 28 januari 1791 i Oldenburg, var en dansk botanist och nationalekonom.
Oeder blev 1749 medicine doktor i Göttingen och därefter läkare i Slesvig, men kallades redan 1752
till Köpenhamn för att anlägga en ny botanisk trädgård, Botanisk Have, och blev 1754 professor vid universitetet. 1755-60 företog han botaniska exkursioner genom Danmark och Norge och började därefter utgivandet av Flora danica, av vilket praktverk han själv utsände tio häften (1763-70). Hans avsikt var att i de andra europeiska länderna få liknande arbeten till stånd som grundval för en växtgeografi. 
Bland hans övriga arbeten inom denna vetenskap kan nämnas Elementa botanicæ (2 band, 1764-66), som vann erkännande även utomlands och begagnades vid föreläsningar i Montpellier och Edinburgh. Snart blev dock nationalekonomin hans huvudstudium, och 1769 utgav han på tyska en liten skrift om "sättet att skaffa bonden frihet och egendom" (dansk översättning 1771), vari han yrkade på hoveriets afskaffande, utstyckning av all jordegendom till bondgårdar och en ny försvarsordning med indragning av de stående trupperna. 
Han gav därigenom stark impuls till böndernas senare frigörelse, men ådrog sig på samma gång godsägarnas hat. År 1770 blev Oeder medlem av "generallandväsenskommissionen" och hade stor del i 1771 års förordning om hoveriet. Han anlitades därjämte för organisationen av det nya finanskollegiet samt utnämndes 1771 till deputerad där. Åt Oeder uppdrogs även att bearbeta 1769 års folkräkning i Danmark liksom att beräkna landets ytinnehåll (hans avhandlingar därom utkom först 1771-80). Efter Struensees fall 1772 avlägsnades han emellertid som "en för Danmark skadelig man", och hans reformer avstannade. 
Själv förflyttades han 1773 till Oldenburg, som samma år skulle avträdas till Ryssland. Redan 1771 uppgjorde Oeder plan till en allmän änkekassa, och hans beräkningar härvidlag, som betecknar ett väsentligt framsteg, kom också till användning på flera ställen i Nord-Tyskland. 1782-85 ledde han uppmätningen av Oldenburg och utkastade planen till densammas utsträckning till hela Tyskland. Då man 1786 i Danmark åter upptog jordfrågorna, utgav Oeder åter sin skrift från 1769, men avböjde kallelsen att återvända.